# Krzywiec, tỉnh Zachodniopomorskie
Krzywiec [ˈkʂɨvjɛt͡s] (tiếng Đức: Altstadt) là một ngôi làng thuộc khu hành chính của Gmina Marianowo, thuộc hạt Stargard, West Pomeranian Voivodeship, ở phía tây bắc Ba Lan. Nó nằm khoảng 7 kilômét (4 mi)   về phía tây bắc của Marianowo, 18 km (11 mi)     về phía đông bắc của Stargard và 43 km (27 mi) về phía đông của thủ đô khu vực Szczecin.
Trước năm 1945, khu vực này là một phần của Đức. Sau Thế chiến II, người dân bản địa Đức bị trục xuất và thay thế bằng người Ba Lan. Đối với lịch sử của khu vực, xem Lịch sử của Pomerania.